# پاول دوچف
پاول دوچف (بلغاری: Павел Дочев؛ زادهٔ ۲۸ سپتامبر ۱۹۶۵) بازیکن فوتبال اهل آلمان است.
از باشگاه‌هایی که در آن بازی کرده است می‌توان به باشگاه فوتبال هولشتاین کیل، باشگاه فوتبال هانزا روستوک، باشگاه فوتبال پادربورن، باشگاه فوتبال لوکوموتیو صوفیه، باشگاه ورزشی هامبورگ، و باشگاه فوتبال زسکا صوفیه اشاره کرد.
وی همچنین در تیم ملی فوتبال بلغارستان بازی کرده است.